# Francesc Domingo
Francesc Domingo i Segura, né à Barcelone le 6 mars 1893 et mort à São Paulo au Brésil le 25 juin 1974, est un peintre et graveur catalan.

## Biographie
Il étudie à l'école des beaux-arts de Barcelone. Un des membres fondateurs du Groupe Courbet, il vit à Paris où, partageant un atelier avec Josep Llorens Artigas, il rencontre Pablo Picasso, puis en Bretagne et expose au Salon des indépendants de 1927 à 1929 et revient à Barcelone en 1931 où il est fortement lié à l'activité culturelle de la ville pendant la Guerre civile. 
En 1951, il s'installe à Buenos Aires puis à São Paulo, ville où il enseigne la gravure à l'école des beaux-arts, ouvre une galerie d'art et fonde le Groupe Bisonte. Il expose ainsi en Europe, en Amérique du Sud et aux États-Unis. 
Sa toile Els Jugadors est exposée au Musée national d'Art de Catalogne. Francesc Domingo i Segura a réalisé plusieurs travaux en Catalogne, notamment la construction de l'ancienne caisse d'épargne de Vilanova à Barceolone, qui représente le travail et la famille. Il a aussi illustrés plusieurs numéros des Quaderns de poesia (en).